# Cantó de Charnalhas
El cantó de Charnalhas és un cantó del departament francès de la Cruesa, a la regió de Llemosí. Està inclòs al districte de Lo Buçon i té 11 municipis. El cap cantonal és Charnalhas.

## Municipis
- Lo Chauchèt
- Charnalhas
- Eissodun
- La Vavetz
- Pairac
- Puég Malsinhac
- La Serra
- Sent Chabrés
- Sent Desíer la Tor
- Sent Medard la Rochèta
- Sent Pardos los Cars

## Història
| Data d'elecció                           | Identitat          | Partit           | Qualitat |
| ---------------------------------------- | ------------------ | ---------------- | -------- |
| 1970-1994                                | Pierre Lavédrine   | RPR              |          |
| 1994-2010                                | Guy de Lamberterie | UDF, després UMP |          |
| 2010-                                    | Patrice Morançais  | Divers droite    |          |
| les dades anteriors no són pas conegudes |                    |                  |          |
|                                          |                    |                  |          |

## Demografia
| 1962  | 1968  | 1975  | 1982  | 1990  | 1999  | 2006  |
| ----- | ----- | ----- | ----- | ----- | ----- | ----- |
| 5.546 | 6.059 | 5.349 | 4.883 | 4.557 | 4.250 | 4.169 |